# Ali Maâloul
Ali Maâloul (arabisch علي معلول, DMG ʿAlī Maʿlūl; * 1. Januar 1990 in Sfax) ist ein tunesischer Fußballspieler, der als Linksverteidiger für den ägyptischen Verein Al Ahly und die tunesische Nationalmannschaft spielt.

## Karriere

### Verein
Maâloul wurde beim CS Sfax ausgebildet und gab sein Debüt bei diesem Verein in der Ligue I Pro.
Ab 2009 war er Spieler in der ersten Mannschaft und kämpfte um einen Platz in der Startelf.
Im Laufe der Saison wurde Maâloul immer häufiger eingesetzt, verfeinerte seine Fähigkeiten und wurde immer stärker in der Offensive. Von Saison zu Saison wurde er wichtiger für seine Mannschaft und die Nationalmannschaft. Ab der Saison 2014/15 war er Kapitän für Sfaxien.
In der Saison 2015/16 erzielte Maâloul 16 Tore und wurde damit Torschützenkönig, ein Rekord, den kein Verteidiger in der Geschichte der tunesischen Liga zuvor erreichte.
Im Juli 2016 wechselte Maâloul für 730.000 Euro zum ägyptischen Verein Al Ahly.

### Nationalmannschaft
Maâloul gab am 6. Juli 2013  gegen Marokko sein Debüt für die tunesische Nationalmannschaft. Er spielte seinen ersten Afrikacup im Jahr 2015 und nahm auch am Afrika-Cup 2017 teil.
Im Juni 2018 wurde er in Tunesiens Kader für die Fußball-Weltmeisterschaft 2018 in Russland berufen.

## Erfolge
Club Sportif Sfaxien
- Torschützenkönig der Ligue Professionnelle 1: 2015/16
- Tunesischer Meister: 2012/13

Al Ahly Kairo
- CAF-Champions-League-Sieger: 2019/20, 2020/21, 2022/23
- Ägyptischer Meister: 2016/17, 2017/18, 2018/19, 2019/20
- Ägyptischer Pokalsieger: 2016/17, 2020, 2023
- Ägyptischer Superpokalsieger: 2017/18, 2018/19, 2021/22, 2022/23